# Хегельманн
«Хегельманн Літауен» (лит. Hegelmann Litauen) — литовський футбольний клуб з Раудондваріса, Каунаського району. Заснований 2009 року. Тривалий час команда виступала в другій та першій лізі. З 2021 року грає у вищій лізі литовського футболу.

## Історія
Клуб заснований на початку 2009 року компанією «Hegelmann Transporte», яка надає транспортні та логістичні послуги. При заснуванні клуб отримав назву «Хегельманн Літауен», де Хегельманн — прізвище засновника клубу Антона Хегельманна, а Літауен — від назви країни Литва німецькою мовою.
У 2018 клуб фінішують першими у другій лізі та підвищуються до першої ліги.
У першій лізі в дебютному сезоні клуб посів сьоме місце, а наступного сезону посіли друге місце та право дебютувати в А-лізі.
З 2021 року виступає в A-лізі.

## Досягнення
Кубок Литви:
Фіналіст (1): 2024

## Форма клубу
| 2009—2010 | 2010—2017 | 2018 | 2019 |

## Сезони (2016—)
| Сезон | Рівень | Ліга                          | Місце |
| ----- | ------ | ----------------------------- | ----- |
| 2016  | 2.     | Перша ліга                    | 10    |
| 2017  | 3.     | Друга ліга (південний регіон) | 6     |
| 2018  | 3.     | Друга ліга (південний регіон) | 1     |
| 2019  | 2.     | Перша ліга                    | 7     |
| 2020  | 2.     | Перша ліга                    | 2     |
| 2021  | 1.     | А-ліга                        | 5     |
| 2022  | 1.     | А-ліга                        | 4     |
| 2023  | 1.     | А-ліга                        | 5     |
| 2024  | 1.     | А-ліга                        | 2     |